# Dromesnil
Dromesnil é uma comuna francesa na região administrativa de Altos da França, no departamento de Somme. Estende-se por uma área de 5,38 km². Em 2010 a comuna tinha 89 habitantes (densidade: 16,5 hab./km²).